# Bijela topola
Bijela topola (lat. Populus alba) je listopadno stablo iz porodice vrba (lat. Salicaceae). Raste na obalama rijeka, na vlažnim mjestima. Rasprostranjena je širom Europe, Azije i sjeverne Afrike. Prenesena je u SAD. Upotrebljava se u stolarstvu, za izradu namještaja, za sanduke, za dobivanje celuloze, u industriji furnira.

## Opis
Listopadno stablo bijele kore, visoko do 35 m. Na kratkim izdancima se razvijaju eliptični listovi s nazubljenim rubom, a na dugačkim izdancima veći, tro- ili petorolapi listovi. I jedni i drugi listovi su s lica tamnozeleni, a s naličja srebrnastobijeli. Bijela topola je dvodomna biljka; muški i ženski cvjetovi se nalaze na posebnim stablima. I jedni i drugi cvjetovi su sakupljeni u dlakave rese „mace“. Muški cvjetovi su sa 6 prašnika crvenih antera. Cvijeta prije listanja, u rano proljeće, u ožujku i travnju. Plod je tobolac u kojem se nalazi sjeme obraslo kunadrom.

## Galerija
- Lišće
- Izbojci
- Stablo
- Deblo

## Vanjske poveznice
|  | Zajednički poslužitelj ima još gradiva o temi Populus alba |
|  | Wikivrste imaju podatke o taksonu Populus alba             |